# Apate scoparia
Apate scoparia är en skalbaggsart som beskrevs av Pierre Lesne 1909. Apate scoparia ingår i släktet Apate och familjen kapuschongbaggar. Inga underarter finns listade i Catalogue of Life.